# Rasos de Peguera
Els Rasos de Peguera són un plec anticlinal de les serres prepirinenques exteriors que s'eleva al nord-oest de Berga, a uns nou quilòmetres de la ciutat. Des de Berga i després de salvar un nivell considerable, s'arriba al Coll del Cabrer o del Sant Crist. És en aquest punt que hi ha una creu amb un Sant Crist, i és el que dona un dels noms a aquest indret. Una altra peculiaritat d'aquest indret és el fet d'haver sigut un dels primers llocs de Catalunya on es va esquiar, concretament pels voltants de 1908. L'estació d'esquí alpí, que es va inaugurar el 1975, va agafar el nom de l'indret.

## Estació d'esquí
Rasos de Peguera és també el nom de l'estació d'esquí alpí, actualment fora de servei, que es troba a la comarca del Berguedà, a prop de Berga, sent així l'única estació d'esquí situada a la província de Barcelona. Als Rasos de Peguera fou el primer lloc de Catalunya on es va practicar l'esquí, pels voltants de 1908. El 1975 es va inaugurar l'estació d'esquí amb cinc telearrossegadors, un parell de botigues, cafeteries i una escola d'esquí. En aquesta estació s'hi practicaven les dues disciplines de l'esport d'hivern, la nòrdica i l'alpina. L'any 2008 es va celebrar el centenari de la famosa excursió al Santuari de Corbera sota iniciativa del Centre Excursionista de Catalunya i la Federació Catalana d'Esports d'Hivern.
L'any 2009 la Generalitat de Catalunya es va comprometre ajudar a l'estació, tal com fa amb d'altres, per començar la modernització i posada en funcionament del complex, sempre que la iniciativa empresarial sigui qui lideri el projecte. El projecte inclou la creació d'un parc de fauna i flora a la zona dels Raset, una àrea d'esquí de fons, i la modernització de la part existent d'esquí alpí.